# Boog van Arcadius, Honorius en Theodosius
De Boog van Arcadius, Honorius en Theodosius (Latijn:Arcus Arcadii Honorii et Theodosii) was een antieke triomfboog in het Oude Rome.
De boog werd in 405 opgericht door de Senaat na de overwinning van Stilicho in de Slag bij Pollentia in 402. De triomfboog eerde de overwinningen van de drie keizers Arcadius, Honorius en Theodosius I tegen de Goten.
De boog stond bij de Pons Neronianus en was mogelijk over de weg bij het bruggenhoofd gebouwd. De Boog van Arcadius, Honorius en Theodosius stond tot in de 15e eeuw nog overeind, maar was destijds wel al van zijn marmeren bekleding ontdaan.

## Referentie
- S. Platner, Een topografisch woordenboek van het oude Rome, London 1929. Art. Arcus